# イレメリ山
イレメリ山（イレメリさん、ロシア語: Иремель, 英語: Iremel）は、ロシア連邦のチェリャビンスク州の北西に接したバシコルトスタン共和国内、ウラル山脈の南部にある密になった山または山地である。
山地の最高峰は、ボリショイイレメリ峰（または単にイレメリ峰）、標高は1,589m（5,213ft）。マリーイレメリ峰は、6km北東にあり標高1,449mである。そこには、ベラヤ川の水源がある。
南部ウラル山脈の最高峰である標高1,660mのヤマンタウ山は、ボリショイイレメリ山から南西へ53kmの所に位置する。

## ギャラリー

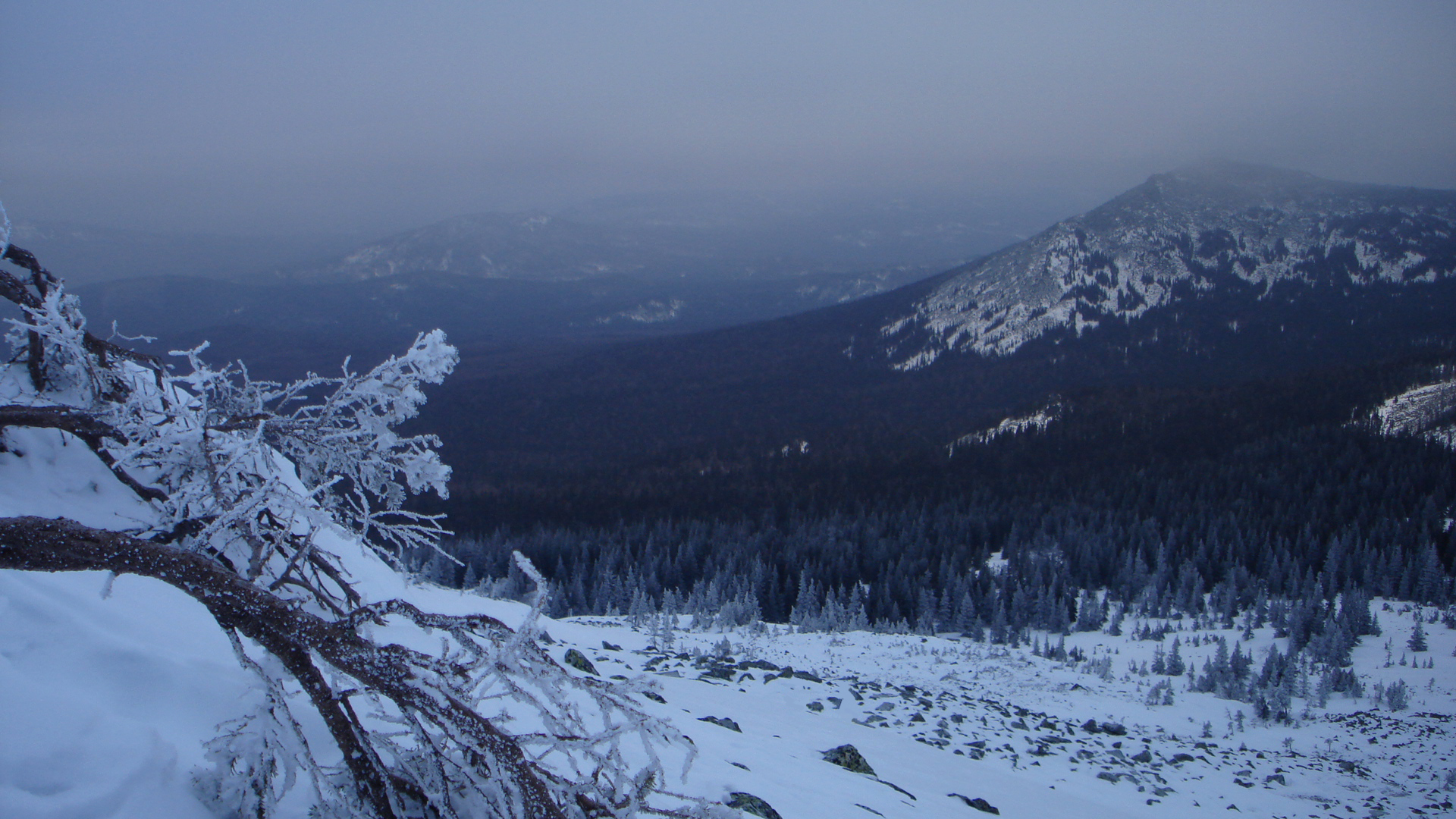
マリーイレメリ山
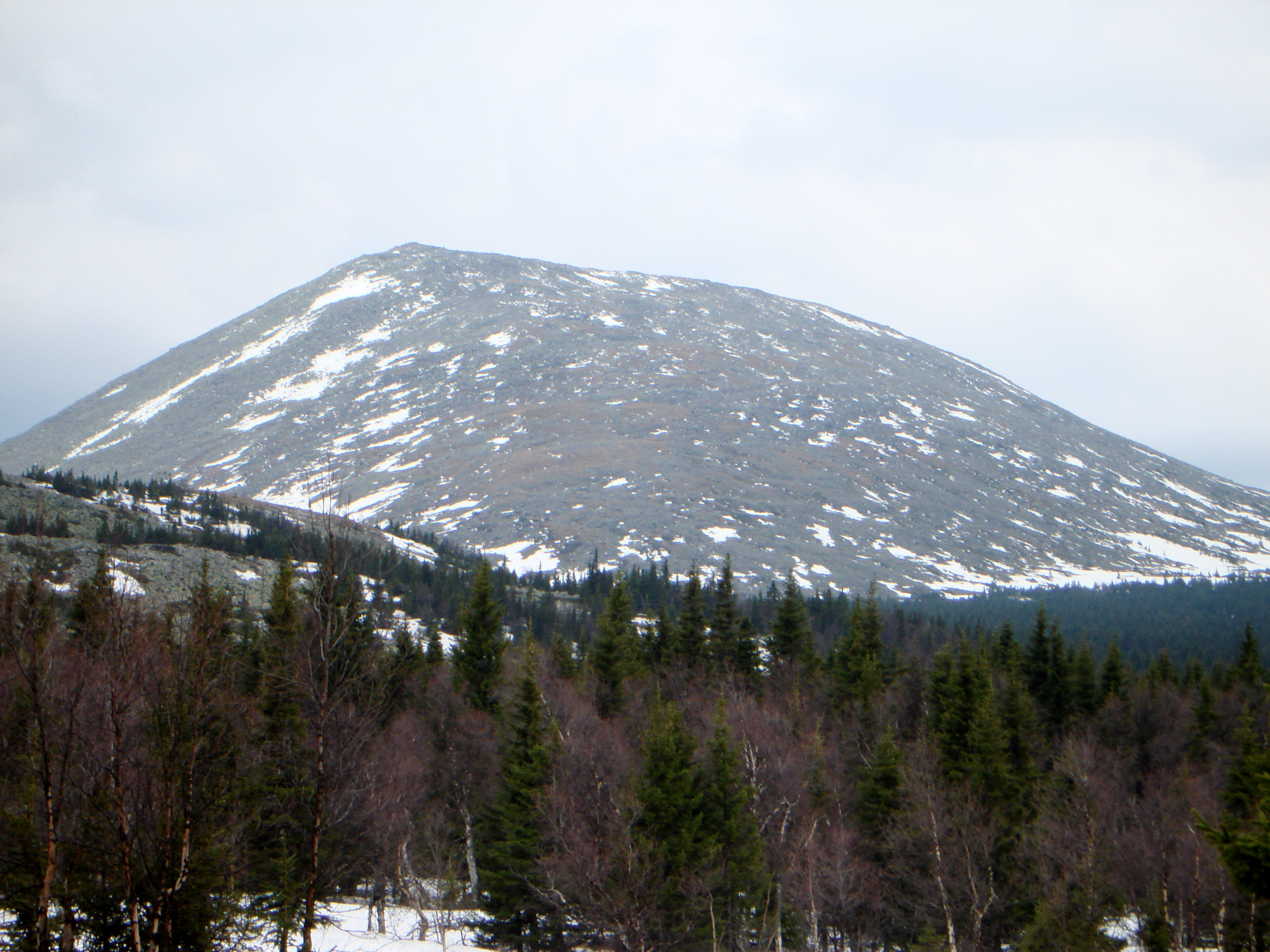
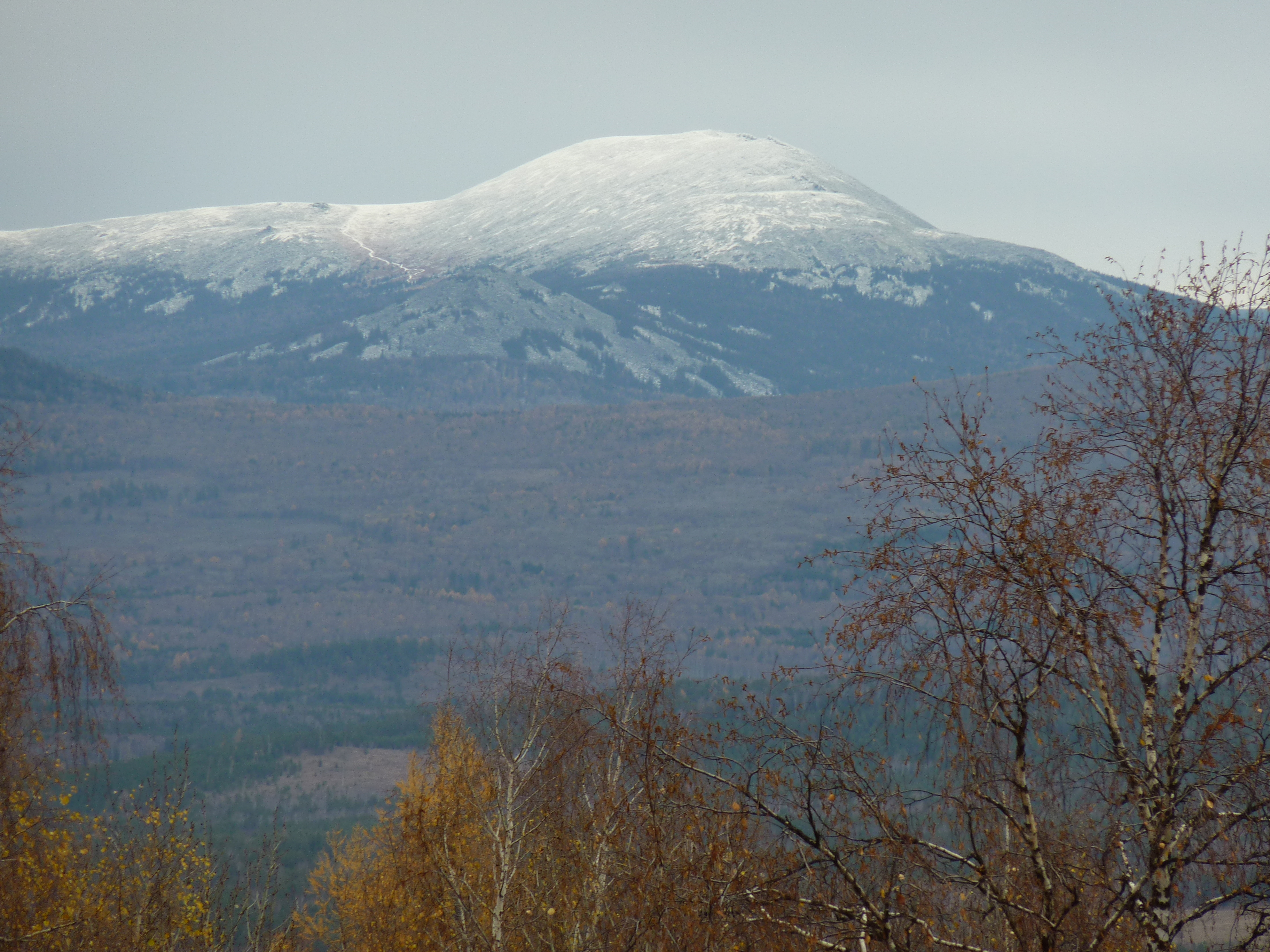
水源のあるボリショイイレメリ山